# 引退
引退（いんたい）は、官職や地位などから退いたり、スポーツ選手などが選手としての身分を離れたりすることである。プロスポーツ選手の他、スポーツを行っている学生生徒らが最終学年となって高校、大学受験、就職活動などで試合出場の機会が無くなり、所属するクラブや部活動から離れることも引退と呼ばれる。プロスポーツの場合、あらかじめ引退が予告されることがあり、その場合、引退試合とされることがある。大相撲の引退においては取組としての引退試合はなく、引退決定後の断髪式が有名である。軍隊の場合は「退役」と呼ぶ。また、本人が活動をやめる前に死亡した場合は“引退”とは表現しない。

## スポーツ

### プロ野球
プロ野球選手が引退する際、その手続きには次のような種類がある。ただし、引退のためではなく、移籍、傷病の治療などを前提にこれらの措置が執られる場合がある。

#### 任意引退
日本プロフェッショナル野球協約（以下、野球協約）の規定により契約期間中または保留期間（契約更改のための期間）中に、選手が希望し、かつコミッショナーにより正当な引退だと判断された場合に成立する引退のことを言う。
現在の任意引退の場合、日本のみならずNPBと契約協定を結んでいる海外のプロ野球組織（MLB、KBO、CPBL、CNBL）に所属することが出来なくなるが、野茂英雄がメジャーリーグに移籍した際には、まだ他国のプロ球団については規定がなかったため、日本において任意引退選手となって移籍している（国内他球団に自由移籍させないための措置）。この他に練習生制度がありかつ支配下登録選手が60人までしか認められなかった時期には、長期間の故障の治療期間や、外国人枠を超過した際に出場の見込みがなくなった外国人選手を登録外扱いで残留させる場合や、マイナーリーグに野球留学をする際に任意引退選手公示されることは珍しくなかった。日本ハムの河野博文は、ケガによる一時的な任意引退選手公示を戦力外通告だと勘違いし失踪して騒動となったが、この騒動も一因となって、練習生制度廃止および支配下登録選手70人につながった。
任意引退した選手が現役に復することも可能であるが原則として任意引退は選手の希望によるものであるため、プロ野球界に復帰する場合には最終所属球団に復帰しなければならず、他球団に復帰する場合には最終所属球団の許可が必要とされていたが現行規約では期間経過により該当しなくなる。
また、実質的な戦力外通告など、必ずしも本人が望まない引退であっても、翌年にチームスタッフ（コーチ、バッティング投手、ブルペン捕手、スカウト、スコアラーなど）として契約することが決まっている場合などでは、他球団と交渉させないために任意引退選手公示する場合がある。逆に自らの意思で引退を決断した選手でも、引退後の活動に制約を受けることのないように自由契約が選択されることが近年は多くなっており、2020年は藤川球児など引退試合を行った選手全員が自由契約を選択し、任意引退公示はチームスタッフになる國場翼のみであった。
1999年の規約変更によりプロ野球選手であった者がアマチュア野球の選手・指導者に転身するためには最終所属球団からの自由契約となる必要があるため、任意引退後に改めて自由契約公示がなされる場合がある。そのような選手には1979年の外木場義郎（2004年に広島東洋カープから自由契約公示）、1985年の定岡正二（2006年に読売ジャイアンツから自由契約公示）、2005年の初芝清（2006年に千葉ロッテマリーンズから自由契約公示）などがいる。
さらに2009年の野球協約改正により、2009年以降の任意引退選手は任意引退公示の年の12月2日より3年間経過した場合は自由契約扱いとなることとなった（2022年度野球協約によれば「最初に全保留選手名簿へ記載された時点から3年を経過した時点」の以後に自由契約選手とみなされる。）。ただし、日本ハム監督新庄剛志（2006年引退、2019年にチームから自由契約公示）など、2008年以前の任意引退選手には適用されない。

#### 自由契約
野球協約の規定により、球団との契約を解除されたり、球団が保有権を失った選手のことを「どの球団とも自由に契約できる選手」という意味で自由契約選手という。この自由契約選手になることそのものが即座に引退に直結するものではなく、いずれの球団であっても自由に契約を結べる選手であるということに過ぎない。しかし、球団と翌年も契約することを望む選手側からすると、自由契約は当該球団からの放出を意味するため、クビ・戦力外の意味で「自由契約」という表現が用いられることもある。
自由契約公示後、選手がどの球団とも契約を結べなかった場合には、実質的に引退となることから、その時点で現役続行を諦めて引退を発表することも多い（任意引退公示に切り替わるわけではない）。もちろん、現役続行を目指してその後契約を勝ち取る例も珍しくない。
シーズンオフの自由契約は、基本的に保留選手名簿に記載されないことでなされる。日本プロ野球においてはシーズン終了後に球団が次年度も引き続き契約する意思のある選手のリストである保留選手名簿をコミッショナーに提出し、12月2日にコミッショナーはこれを公示するが、この名簿から外れた場合、自動的に自由契約選手となる。ただし、各球団はこの保留選手名簿の提出、コミッショナー公示に先立って当該選手に対して次年度は契約を結ばないことを告げる戦力外通告を行っている。これは日本プロ野球選手会との協定によるもので、保留選手名簿の公示される12月2日以前にトライアウト、入団テストなどが行われることが通例であるため、公示までに契約を結ばないことを明らかにすることで当該選手が翌年も他球団に所属できる可能性を残すためである。
契約更改の際に減額制限を超えた年俸が提示された場合、選手側からその契約を拒否すれば、球団が当該選手の保有権を失うため自由契約となる。他方で、減額制限内で契約合意に至らず退団する場合、球団は保有権を失わないため任意引退となる。

また、自由契約選手公示を行うことはシーズン中であっても可能であるが、その場合にはトレード禁止期間であってもこの自由契約選手公示を行うことで実質的にトレードが行えるようにならないよう、自由契約選手公示に先立ってウェイバー公示される。この公示後の7日間、下位球団から順に当該選手の契約譲渡を受ける権利を有することになり、どの球団も契約する意思を示さなかった場合に限って自由契約選手となる。

なお、英語においては自由契約選手もフリーエージェント（Free Agent）と表記されるが、これはいわゆるフリーエージェント制度によるものとは別個のものである（選手が「自分の意志で」自由契約を宣言できるのがフリーエージェント制度）。

#### 失格選手
失格選手とは、野球協約により日本野球機構（NPB）の構成員たる資格を失った選手を言う。失格選手には有期、無期、及び永久の三つがあるが、このうち永久失格選手は原則として処分が永久のもので、無期失格選手となった場合も資格を失っているため、必然的に退団を余儀なくされ、長期間のブランクになるため事実上の引退となる。
永久失格となる要件としては、所属球団を故意に敗れさせる敗退行為（八百長）などが挙げられており、これにより引退した例としては1969年から1971年の間に起こった黒い霧事件によって永久失格となった6人の選手（下記参照）がある。永久失格は一般には「永久追放」といわれることが多い。
なお、2005年までは永久追放された場合には現役に復する余地がなかったが、2005年（平成17年）の野球協約改正により、処分より15年が経過し、改悛の情が認められる者については処分を未来に向けて解除する条項が新設された。このため現在では失格選手となった場合であっても現役に復する余地はあるが、この規定自体、黒い霧事件で永久失格となった池永正明について当時の所属球団西鉄ライオンズや後継となった西武ライオンズ、福岡ソフトバンクホークスのOBやファンから名誉回復運動が起こっていたことに対応したもので、これにより現役に復した選手はいない。
また、無期失格の選手も2005年の改正により、5年の経過後に永久と同様当人の申し出があればコミッショナーの判断により失格を解除できる。また、後に期限が設けられる余地がありその場合はこれによらずとも復帰できる。ただし解除された実績は無い。

無期または永久の失格処分を受けた選手は任意引退と同様の扱いとなる（処分時の所属球団が保有権を有することとなる）。よってNPBだけでなく、NPBと契約協定を結んでいる海外のプロ野球組織とも契約を結べない。また日本の独立リーグや日本野球連盟が管轄する社会人野球では自由契約の選手しか登録実績がない。新聞社専属の野球評論家、放送局専属の野球解説者についても、失格選手となった者は採用しないという紳士協定がある。またアメリカの独立リーグやヨーロッパのリーグでの活動も可能であるがそのような選手は存在したことがない。さらに学生野球資格回復研修会の受講も禁じられる。
このため日本国内では事実上、NPB管轄外のマスターズリーグでのみ失格選手の現役続行が許されるが、そのマスターズリーグも復権した池永がグラウンドに立ったという事実を作るために設けられたものであり、2010年（平成22年）以降リーグとしての活動が休止状態となっている。
過去に適用された選手
| 選手名         | 理由                     | 処分内容          | 備考                       |
| -------------- | ------------------------ | ----------------- | -------------------------- |
| 永易将之       | 八百長への関与           | 永久追放          |                            |
| 池永正明       | 八百長への関与           | 永久追放          | 35年後に解除、球界復帰     |
| 与田順欣       | 八百長への関与           | 永久追放          |                            |
| 益田昭雄       | 八百長への関与           | 永久追放          |                            |
| 森安敏明       | 八百長への関与           | 永久追放          |                            |
| 小川健太郎     | オートレース八百長に関与 | 永久追放          |                            |
| 葛城隆雄       | オートレース八百長に関与 | 3か月間の有期失格 | 失格期間後に自由契約       |
| 桑田武         | オートレース八百長に関与 | 3か月間の有期失格 | 失格期間後に自由契約       |
| 高山忠克       | 失踪                     | 無期限失格        |                            |
| バール・スノー | 無断帰国                 | 無期限失格        |                            |
| 小林浩二       | 不祥事（犯罪）           | 無期限失格        |                            |
| 福田聡志       | 野球賭博への関与         | 無期限失格        |                            |
| 笠原将生       | 野球賭博への関与         | 無期限失格        |                            |
| 松本竜也       | 野球賭博への関与         | 無期限失格        |                            |
| 高木京介       | 野球賭博への関与         | 1年間の有期失格   | 解除後、前所属の巨人に復帰 |

類似の概念に資格停止選手がある。

#### 支配下選手登録抹消
支配下登録にある選手がそのまま死亡した場合、支配下登録を抹消する。これは当該選手がすでに死亡しているための措置であり、引退とはやや趣旨の違うものである（相撲やプロレスと異なり「各球団の支配下登録選手名簿」が存在するため、それから抹消する手続きが必要となるもの）。

### 大相撲
大相撲においては、力士が現役を退くことの表現は現在では「引退」に統一されている。引退した力士は、引退届を提出してから最初の番付編成会議において反映されて、番付から除かれる。そのため引退届の提出が番付編成会議から番付発表までの間であった場合、原則的には引退した後であっても番付に名前が残っている状態のままである。
引退力士のその後については、次のようなパターンがある。
- 日本相撲協会に残るパターン
  - 元関取で一定の条件（具体的には年寄名跡#襲名条件を参照）を満たす場合、年寄名跡（年寄株）を取得する（あるいは現役時に既に取得している）ことにより、年寄となって日本相撲協会に残ることができる。
  - 原則として最高位が十両または幕下（最高位が平幕・三段目の事例もあり[注 5]）の場合、若者頭または世話人となって日本相撲協会に残ることができる。ただし実際に若者頭・世話人となるのは、特に適格と認められる者から新規採用を行うものとされていることもあり、引退した元十両・元幕下全体から見るとその比率はかなり少ない。
  - 行司・呼出・床山としての入門については、初めからこれらの職種として日本相撲協会に入門するのが原則であるが、引退した力士が呼出・床山に転向することも可能である。事例は呼出#元力士の呼出・床山#元力士の床山を参照[注 6]。
- 元関取か否かに関わらず、上記に該当しないパターンとして、引退と同時に日本相撲協会を去るパターンがあり、最高位が十両以下の力士のほとんどはそのパターンとなる。

かつては、現役力士として取組に挑むことを辞めても、引き続き年寄として角界に身を置く場合を「引退」と表現し、現役を退いて若者頭、世話人に就いた場合や、現役を退く力士や停年前の親方等が角界から離れる場合を「廃業（はいぎょう）」と呼んでいた。公式には1996年（平成8年）11月17日以降、その後の去就に関わらず現役を退くことを「引退」、親方を停年前に辞めることを「退職」と表現するように改めた。そのきっかけは、同年10月に現役中だった旭道山和泰が突如衆議院議員立候補を決意、当時の境川日本相撲協会理事長に廃業届を提出した時の「廃業」の語感・イメージが悪く、今後「廃業」する力士が第二の人生を歩むのに支障があると判断されたためとされる。ただし、週刊誌報道などではそれ以降も俗称として「廃業」の表現が用いられることがある。
なお、このほかにプロ野球の失格選手に相当するものとして「解雇」「除名」がある。解雇は理事会の決定によって可能で、近年では琴光喜啓司・若ノ鵬寿則らの例があるが、除名は2014年までは全年寄・力士代表・立行司の4分の3以上の賛成、それ以後は外部有識者と正副理事職に就いていない親方の中から選ばれた代表者で構成する評議員会の特別決議が必要で戦後適用された例がない。
戦前までは脱退や素行不良などを理由に除名されるケースも珍しくなかったが、当時は一定期間を経て除名処分が解除されて現役復帰を果たすことができるなど現行制度と比べて格段と穏当な処分であり、戦前までの除名は公式の懲戒処分として記録されていない。
関取及び元関取が引退した場合は、即日発表され、その日に取組が組まれていた場合は不戦敗となるが、その日から先は休場と扱われず、星取表も記録されない(引退発表は番付編成会議後にも改めて行われる)。休場中に引退した場合は、星取表の「や」の印がそこで途切れる形となる。琴欧洲や琴奨菊、照ノ富士のように、休場届を出して休場し、その翌日に引退届を提出したため、星取表に「や」の印が付かず、星取表上出場期間中に休場届を提出せず引退したケースと区別が付かなくなったケースもあり、また珍しいケースでは玉春日が2008年9月場所の千秋楽に引退を表明した際、審判部に割から抜いてもらうことを願い出て「不戦敗なしの引退」となったケースもある。プロ野球に見られるような「引退を公表した上で『引退試合』と銘打った公式戦に出場」ということは大相撲では滅多にない。これは「死に体になった人間が出るのは相手に失礼」ということからであり、大鵬や小錦などの例が有名である。琴ノ若や潮丸のように師匠の停年をもって引退して部屋の後継者になることが確定している場合でも、実際に引退表明するまでは決して「師匠の停年で引退」とは公言しないのが普通である。
対して最高位が幕下以下の力士の場合は、場所前や場所途中に引退した場合であってもその時点では公式発表されず、その時点以降は星取表も休場扱いとなった上で、番付編成会議後にまとめて発表される。近年では幕下以下の力士や関係者が場所前にSNS上で引退を公言しながら土俵に上がるケースが増えている。相撲記者の門脇利明は2023年5月場所前に某部屋のおかみがTikTok上に所属力士の同部屋限りでの引退を発表する動画を投稿したことに対し「部屋関係者は、もう少し慎重になってほしい」と苦言を呈している。
本場所で「引退取組」をしない代わりに、幕内を30場所以上務めた力士に対しては花相撲である引退相撲が行われる。力士の後援会などが主催し、ふれ太鼓、相撲甚句、髪結い実演、横綱土俵入り等、1日に渡って盛大な催しとなる。その内最も有名なものが断髪式で、力士の大銀杏を交替で多数の関係者・親族・知人などが少しずつ鋏で切り取り、最後に師匠が止め鋏を入れて完全に切り取る儀式である。また横綱の場合は断髪前に最後の横綱土俵入りを行う。また、現役時代の好敵手や息子を相手にして実際に相撲を取ることもある。
行司でも停年退職すると引退相撲が行われることがある。特に立行司は軍配を次の立行司に継承させる儀式を行うために開催することが多い。
なお、大相撲の場合は他のスポーツ競技と異なり、引退届を提出した場合、二度と現役に復帰することはできない。これは1951年末に増位山大志郎が現役復帰を希望した際に「引退相撲を終えているのに筋が通らない」と力士会で否決され、現役復帰が認められなかった事例によって証明されている。
一方、引退届は部屋師匠から相撲協会執行部に提出されて初めて有効となるので、引退届が協会に受理されない間は（極端な例として、スカシ行為に及び音信不通になっても）現役力士を続行する権利は残る。一度は関係者に引退の意思を示したものの、引退届が提出される前に撤回し現役を続行した例も多々存在する。2019年3月場所では元十両で当時三段目に在位していた飛天龍が13日目の取組後に引退を表明し、断髪式の会場・日程まで決定していることが報道されたが諸事情により引退届は提出されず、5月場所の全休を挟んで7月場所に出場。結果として引退がメディア上で公となった力士が再び土俵に上がる異例の事態となった。飛天龍はその後も2020年11月場所まで土俵に上がり続けた。
また、引退届が提出されても協会が受理しないケースもある（2020年7月場所後の阿炎、2021年5月場所後の朝乃山、共に不祥事を起こしたため）。この場合、引退届は協会預かりとし、再び問題を起こしたら有効になるとしている。
このため、大相撲では、解雇・除名による協会員資格の喪失はあるものの、プロ野球で言う自由契約に相当するものはない。
因みに、貴闘力の現役時代は日本相撲協会も情報化が進んでいなかったため、引退した無名の元力士が既に引退していることを黙って他の部屋に不正に再入門した、ということも相当数あった。

### プロサッカー
サッカーの場合、引退と定義する一つのケースとして日本サッカー協会（JFA）への選手登録を取り消した場合が挙げられる。これは野球や相撲、ボクシングと違いプロとアマチュアの垣根が低いためであり、日本プロサッカーリーグ（Jリーグ）以外の国内クラブでの活躍により再びプロ選手となることもよくあるからである。
選手が引退をするケースには、本人の意思により契約を更新しない場合と、所属クラブから11月末までに来季契約をしないという通知（いわゆる「0円提示」）が出される場合がある。前者はプロ野球における「任意引退」、後者は「自由契約」に類似するが、保有権は生じない。
選手によってはその後、日本サッカー協会による「移籍リスト」に掲載されてトライアウトなどにより自由に所属先を探すことになるが、リストの有効期限内に引退となるケースも多い。また、協会への登録は残したまま所属不定のために事実上「引退」となるケースもあり、翌年のトライアウトには「所属なし」の選手として参加することも多く見られる。

### プロバスケットボール
2016年に発足したBリーグでは、Bリーグ規約の規定により前所属との契約満了または解除され、いずれのクラブと選手契約を結んでいない選手を「自由交渉選手」といい、それらを登録する「自由交渉選手リスト」と呼ばれるリストが存在する。リスト公示されると、いずれのクラブとも自由に契約を結ぶことが可能になるが、引退する場合も宣言後にリスト公示される必要があり、自由交渉選手となって次のシーズン開幕までにいずれのチームと選手契約しなければ引退となる。
かつて存在した日本バスケットボールリーグ（JBL）及び日本バスケットボールリーグ2部機構（JBL2）には「引退選手リスト」が存在し、同リストに公示された時点で引退とされていた。なお、引退選手リストに登録された場合、最終所属を除いたJBL及びJBL2のチームに1年間は選手登録できないことになっていた。プロ野球の任意引退と似ているが、JBL及びJBL2以外のチームは選手登録が可能であったため、引退選手リストに登録されても実業団やクラブチームなどでのプレー、海外移籍など現役を続ける場合もあった。また、これとは別に存在し「移籍選手リスト」に登録されて移籍先が決まらなかった場合に引退とされていた（ただし引退選手リスト同様の制限は課されなかった）。後身たるナショナルバスケットボールリーグ（NBL）及びナショナルバスケットボールデベロップメントリーグ（NBDL）では「自由契約選手リスト」に一本化された。NBAではマイケル・ジョーダンように「引退→復帰」を繰り返した選手もいる。

### プロボクシング
日本のプロボクサーの場合、日本ボクシングコミッション（JBC）によるボクサーライセンスが失効された時点で引退とされる。ただしあくまで国内でのライセンス失効（国内引退）であり、海外で資格を得れば当該国で選手活動を行うことができる。そのため、JBCライセンスを失効しても海外で現役を続行あるいは復帰する選手も少なくない（山口賢一、井岡一翔、高野人母美、赤林檎など）。ただし、JBCと協定を結んでいる海外コミッションにおいて、JBCライセンス失効済の選手はJBCの許可なく公式戦に出場することができない。また海外では、「エキシビションマッチ」のように復帰することがある。辰吉丈一郎は明確な「引退宣言」がなされていないものの長期間に渡り選手としてリングに上がることがなく、事実上の引退状態となっている。日本のプロボクサーがライセンス失効となるケースは以下の通り。

#### 引退届
所属ジムに引退の意思を告げた後に、JBCが定める「引退届」をジム経由でJBC事務局に提出し、それが受理されてライセンス失効となる。選手自らの意思で引退する場合にこれが適用され、大半のボクサーはこれに該当する。一方で成績不振や傷病などを理由にクラブオーナーあるいはマネージャーから引退を勧告されることもあるが、この場合も引退届提出が原則となる。ただし、ほんの一部ではあるが、引退届を提出せず期限を待って自動的に失効となった選手も存在する。また、このルールで一度ライセンス失効になった場合でも、JBCがライセンス再付与を認めれば現役復帰が可能となり、再度プロテストで合格して現役復帰した選手も存在する。

#### 37歳定年制
1980年代に規定されたが、2023年7月に廃止。原則的に37歳の誕生日で自動的にライセンスが失効された。世界王座経験者では辰吉丈一郎（国内引退）、内藤大助、富樫直美、花形冴美がこれを適用した。
- 2001年のルール一部改正により、現役のチャンピオンは王座から陥落するまで、また、トーナメント戦に出場している者はそのトーナメントで優勝・敗退するまでライセンスの失効は猶予される（最初に適用された選手は寺地永）。
- 2003年のルール一部改正により、WBA、WBC（2013年からはIBF、WBOも加わる。以下主要団体）認定の世界王者、OPBF認定の東洋太平洋王者、WBO認定のアジア太平洋（WBO-AP）王者（2017年より）、あるいは日本王者となったキャリアを持つ者、主要団体認定の世界タイトル挑戦経験者、そして現役の世界ランカー（主要団体の15位以内）に限り、37歳を過ぎても試合に出場することができる。JBC非公認王座（マイナー団体の世界王座、OPBF・WBO-AP以外の地域王座など）は適用外（JBC公認ユース世界王座は不明）。ただし、この特例の申請はその選手の最終試合から3年以内とし、コミッションドクターによる特別診断をパスすることが条件となる（特例を適用された選手には西澤ヨシノリ、リック吉村、嶋田雄大、湯場忠志、石田順裕、内山高志らがいる）。
- 2008年に女子の公認を始めた際に同年に限りプロテスト受験資格年齢を条件付で撤廃したため、猪崎かずみ、池山直ら37歳を超えてデビューした選手も存在する。また、2011年からは年齢不問でボクサーライセンス取得の権利が得られる「プロトライアルマッチ」が開始されており、つのだのりこらが37歳を超えてデビューしている。
- 2016年には定年の近い日本ランカーが多い現状を考慮し、経過措置として日本ランカーにも特例を適用することを決めた[12]。女子についても日本ランキング創設後の2018年からは、それまで重大事故が発生していないこと等を考慮し、上記の経過措置とは別に日本女子ランカーにも特例が適用されることになった[13]。
- この年齢規定は日本国内の選手のみならず、海外から試合のため来日する選手にも同様に適用されていた。2018年に亀田興毅が引退試合のためにボクサーライセンスを再取得したが、対戦相手として来日したポンサクレック・ウォンジョンカム（当時40歳）がJBCの年齢規定に抵触したため、公式戦としては行えずエキシビション扱いになった[14]。
- 2023年7月19日のJBC理事会において、35歳以上のライセンス更新あるいは再交付に当たり特別診断をパスすることを条件に年齢上限が撤廃された[15]。

#### 引退勧告
脳内出血や網膜剥離を起こして完治せず再発の可能性が高い、あるいは失明のリスクがある、開頭手術を受けた選手など、健康上重大な問題が発覚し、競技の継続が困難になった場合、JBCから引退勧告を受けることになる。コミッションドクターによる検査結果を踏まえて勧告を出すことが多い。また、ライセンス更新時の健康診断で同様の異常が見つかった場合、ライセンスの更新がなされない。世界王座経験者では平仲明信、鬼塚勝也、竹原慎二、山口圭司、重岡銀次朗がこれを適用した。
- 2013年3月までは網膜剥離の完治者であっても、厳重な医療診断の上で、世界戦または世界戦に準じる試合のみ出場が可能とされていた（辰吉丈一郎がこの特例を受けた）。
- 2021年12月9日の規定変更により、頭蓋内出血と診断された選手のうち、再発の可能性が健常者と変わらないと判断された場合は、条件付きでライセンス再発行の申請を認めることになり、これを受けて山中竜也が現役復帰を表明した[17]。

#### ライセンス取り消し
プロ野球における失格選手に相当する。JBCルールに違反し、日本国法律に抵触し、その他ライセンスを交付される資格に欠けると裁定された場合、JBCライセンス取り消し、あるいは更新時の場合は更新を認めないことになる。この場合は、ボクサーのみならずトレーナー・オーナー・プロモーター・マネージャー・セコンドなどJBCから給付されるすべてのライセンスが対象となる。
- これに該当する要件としては社会的に許されざる悪質な不祥事や不正行為・契約違反がある。不正行為としては八百長やドーピングなど。契約違反の一種として、JBCが認めていない選手権や他の格闘技の試合出場等に伴う処分もある（西島洋介山などが該当）。
- 剥奪には至らない要件に対する処分として無期限ライセンス停止がある。ピューマ渡久地の場合は後に処分解除され復帰を果たしたが、多くの場合は保住直孝や大串尋人のように処分解除とならず引退を余儀なくされる。

#### ライセンス抹消
現役時に死亡した場合、その時点でボクサーライセンスを抹消することになる。当該プロボクサーが死亡しているため、ライセンスを失効させる必要が生じた上での措置であり、大場政夫などが該当する。

### プロレス
引退～復帰は、芸能界を筆頭に他業界でも多々ある事なのだが、何故かプロレスラーの復帰は批判される傾向にある。エースであるレスラーなどは興行上休むことが許されないために、怪我などをしても無理を押して出場し続けることも多く、体調上の問題から引退を宣言する場合も多いが、引退後体調がよくなると復帰を宣言する場合が多々ある。そのために大仁田厚など複数回の引退宣言を行った選手もいる。引退時の興行は観客の入りもよく、ご祝儀的なことでもあるため、その後の復帰などについては批判も多い。体調不良で引退→体調回復で復帰という流れは、日本のプロレス界ではテリー・ファンクが作ったといわれている。テリー・ファンクが復帰した際には「引退試合」で涙したファンを中心に大きな批判が起こり、人気は大幅にダウンした。また、藤波辰爾のように体調の悪化から一度引退を宣言するも体調の改善を理由に撤回する選手もいる。小林邦昭は引退する際に「絶対に復帰しない」ことを明言したが、1試合限定復帰（後述）をしている。また、川田利明は「俺がプロレス辞める時は『引退』ではなく『休業』ということにしてくれ。」とコメントしている。アントニオ猪木は日刊スポーツのインタビューで「俺がコスチューム着てリングに立てば、東京ドームを満員にする自信はある。でも、それをやったらおしまい。」と自身の現役復帰を否定した。従って、肉体的にも衰えがなく体調不良が原因ではない中で、現役引退を表明してそれを貫き通すと言う事例はかなりの少数派にあたる。キラー・カーンはまさにその典型例と言えるが、本人はこうしたプロレス界の風潮に嫌気が差した事が引退に至った経緯であると明言している。他にも現役引退を貫き通している著名なレスラーとしては、前田日明、山崎一夫などがいる。このような背景もありレスラーが傷病により一時的にリングを離れる場合、比較的軽いものだったとしても「引退危機」と報じられるケースが多々ある。しかし近年は長期離脱となった場合でも引退を否定した上で復帰をした選手も少なくなく、ハヤブサは試合中の事故で重い後遺症が残り、復帰が事実上困難な状態だったが最期まで引退を否定していた。また、体力に自信のあるベテランレスラーなら、「生涯現役」すなわち「引退しない」と宣言するケースや、本人死亡後の追悼セレモニーを「引退試合」とした例もある。
一方、明確な「引退宣言」がなされていないものの長期間に渡り選手としてリングに上がることがなく、事実上の引退状態となっている選手も存在する。極端なケースとして小畑千代は国際プロレス女子部が解散した1976年を最後に選手としてリングから退いているが、2014年3月現在も「引退表明をした憶えは無く、生涯現役を貫く」と引退を認めていない。また、蝶野正洋のように、復帰の可能性はほとんどないとしながらも「引退」ではなく「休業」を宣言する選手も存在する。逆に「復帰」を明言していないが為に表向きは「引退中」の身であるが、少ない試合数をこなしていく「半分現役半分引退」状態と言うケースもある。

かつての全日本女子プロレスでは「25歳定年制」が布かれていたが、他団体やフリーで現役続行あるいは復帰するケースが多く、後に定年制も有名無実化された。定年制無実化のきっかけとなったのは、ブル中野とされている。中野は25歳を過ぎても現役を続けていたが、正式な引退表明が無いまま29歳の時に怪我でリングを去った。その後44歳の誕生日に引退セレモニーを行っている。
一方、JWP女子プロレスでは2011年末に米山香織がセレモニー中に「引退撤回」という前代未聞の行為を起こしたため、このような事態が二度と起こらぬよう引退のためのスキームを整備、これに反した場合の罰則を検討している。
なお、日本で引退興行を大々的にやった最初のレスラーは吉村道明だが、引退後の吉村は復帰どころか、プロレス界とのかかわりもほとんど持たなかった。

### フィギュアスケート
フィギュアスケート選手の引退も特殊なケースと見られる。オリンピックを筆頭とするISU管轄の競技会はアマチュア選手に限定しているため、プロスケーターに転向することは羽生結弦のようにそのことしか明言しなくとも競技生活から身を引くことである。そのため、プロ転向した場合もとも「引退」と表現されるが、プロ参加可能なISU非公認の競技会も存在する。

### プロゴルフ
プロゴルファーの引退もまた特殊で、選手としての競技生活から退く「ツアー引退」はあっても指導専門のプロになる、あるいは初めから指導者になるためにプロテストを受験するケースもあるので「プロ引退」は基本的に存在しない。
いわゆる「プロゴルファー」は統括機関が定めるプロライセンスを持った者を指すが、このライセンスにはトーナメント出場資格を持つ「ツアープロ」とレッスンのみ行う「ティーチングプロ」が存在するからである（他競技でもサッカーやボクシングなど指導者資格を設けている競技は存在するが、プロとはみなされない）。
そのため、「ツアープロ」資格を喪失した際にトーナメントから退くことになるが、「ティーチングプロ」として活動する場合は「プロゴルファー」の肩書きを失うことはない。
プロゴルフにおいては、「レギュラーツアー」に加えて、男子は50歳以上、女子は45歳以上をそれぞれ対象とした「シニアツアー」と呼ばれるものがあり、その年齢を超えた後にシニアに移ったり、あるいはシニアと並行してレギュラー継続した後にシニアに専念する場合に「レギュラーツアー引退」という表現がなされることがある。

## 公営競技

### 競馬

#### 競走馬の引退
競馬の場合、日本では競走馬登録の抹消を届け出た時点で引退となる。仮に競走中の事故で死亡した場合でも、登録抹消を届けるまでは事務的には現役馬である。ただし、日本には日本中央競馬会（JRA、中央競馬）と地方競馬全国協会（NAR、地方競馬）という2つの組織があり、一方の登録を抹消して他方に転籍することはある。中央競馬では、未勝利であることが出走条件の競走が3歳11月頃の開催の段階で無くなるが、未勝利のまま上級クラスの競走に出走することは可能であり、また障害競走への転向や、地方競馬への転籍をすることもある。地方競馬では、勝利は得ずとも上位入線によって獲得した賞金額によってクラスが上がる。よって、いずれも勝利を得られないことによる自動的な引退は制度的には存在せず、また年齢による制限もない。
引退式については
1. GIを勝利した馬
2. 牡馬・騸馬で重賞を5勝した馬
3. 牝馬・障害競走で重賞を4勝した馬
4. 以上いずれかの条件を満たした馬と合同で引退式を行う場合

など、競馬発展に多大な功績を残した馬で希望すれば競馬開催日に行うことができる。ただし、引退式に掛かる経費はGI競走を2勝以上した馬については施行者のJRAが負担するが、それ以外の場合は基本的に馬主の負担となる。このため、必ずしも全てのGI勝ち馬が引退式を執り行う訳ではない。GIを複数勝ってJRA本部馬事部から挙行のオファーを受けた馬を除けば、むしろ少数である。
引退式では本馬場入場から返し馬、騎乗供覧が行われるが、馬の状態によっては返し馬や騎乗供覧が省略される場合もある。主に引退翌年の1月に中山競馬場・京都競馬場で行う馬が多く、引退レースとして有馬記念や阪神カップに出走した馬はレース直後に行うこともある。特殊な例では誘導馬として引退式を行ったメイショウカイドウ や東京、京都、笠松の3場で挙行したオグリキャップ、引退レースの有馬記念を出走回避したことで引退式の開催が二転三転したエイシンフラッシュ など。また合同での引退式は同じ松山吉三郎厩舎のモンテプリンスとシービークロス、ライバル関係にあったテイエムオペラオーとメイショウドトウの引退式が有名である。また海外調教馬ではあるが、父がディープインパクトであるオーギュストロダン（アイルランド調教馬）が、引退レースとなるジャパンカップ終了後に「引退お披露目式」として実施することとなった（海外調教馬のJRAでの引退セレモニーは初）。
これらの条件を満たしていなくても、重賞を1勝でもすればJRAにより公式サイトなどで競走馬登録を抹消した旨と今後について告知がなされる。ただしJRAで競走馬登録を抹消した競走馬が海外で再デビューする例もある（シャドウゲイトやキングストレイルがその例）。なお、種牡馬や繁殖牝馬の引退は事実上の廃用である場合がほとんどである。

#### 騎手の引退
騎手の場合、騎手免許取消願が受理された時点で引退となる。騎手には定年制は設けられておらず、引退は体力の限界を判断した場合、成績低迷により騎手としての収入が少なく、生活の維持のためには比較的収入が安定する調教助手や調教師への転向が必要と判断した場合など、自らに委ねられる。

JRA所属騎手の場合、JRAが主催する平地・障害競走合わせて通算1000勝以上を記録した者は無条件、501勝以上を挙げた者は重賞競走50勝ないし、GI優勝経験がある者であれば概ねGI5勝を含む重賞30勝という条件を満たせばJRAの公式記録に残る引退式を挙行する資格を得る。なお21世紀になってからは、勝浦正樹が通算967勝・GI2勝で引退式を賜る見込みとなるなど「1000勝」については柔軟な対応がなされている。また通算勝鞍が501勝に満たない場合でも、平地・障害両種目でそれぞれ100勝以上を挙げるなど活躍した者については特例で引退式挙行を認められるケースがあり、この実例として北沢伸也がいる。

地方では、NARが行う新規調教師免許試験に合格し騎手免許を返納する騎手に対して引退式が挙行されるケースが多い。過去には、JRAの新規騎手免許試験に合格し移籍が決まった騎手について、「壮行会」という名目で地方所属騎手としての引退式が挙行された例もある。

海外では、ジョアン・モレイラが2022年シーズン限りでの引退を一度発表し、これまでに騎乗経験のあった国を回るワールドツアーを敢行しながら、途中でJRAのワールドオールスタージョッキーズに参戦することが決まり、撤回した例がある。しかしモレイラは前所属だった香港ジョッキークラブからは引退扱いとなっている。

#### 調教師の引退
中央競馬の調教師には定年制が導入されており、70歳を過ぎた最初の2月末をもって調教師免許が自動的に失効となり、調教師としての資格を返上することになる（そのため内藤繁春元調教師は定年のない騎手に転向しようと考え、騎手免許試験を受験したが、合格できなかった）。また実績に乏しい調教師は定年が間近になってくると、管理する馬が集まらなくなる傾向にあり、また、優勝劣敗の厳しい勝負の世界であるがゆえに、管理馬の成績不振を直接の原因として厩舎経営に行き詰まるなどして、そのため定年前に自ら調教師免許を返上して厩舎を解散、引退する調教師も少なくない。
地方競馬の調教師については、主催者により千差万別である（定年制の有無など、競馬場・競馬組合毎に規定が定められている）。

#### ホースマンの賞罰に伴う強制引退
なお、競馬法・日本中央競馬会法および同施行令・施行規則、JRAでは競馬施行規約・競馬施行規程、NARでは各主催者が定める内規に違反する事件・行為などにより、資格を管理する組織（JRA・NAR）から騎手・調教師などの免許の取り消し（剥奪）、無期または有期の「競馬関与禁止」の処分がなされ、資格を喪失する形で強制的に引退（あるいは管理団体からの解雇）となった場合には、引退という言葉が用いられることは少ない。特に競馬マスコミなどでは『競馬界追放』などの表現がなされ、これが引退を事実上意味するものとなる（田原成貴の逮捕と、河野通文の暴力団交際による調教師免許剥奪時にこの表現が使用されていた）。

#### 現役騎手の死亡による自動引退
中央・地方問わず、騎手が現役のまま死亡した場合は、その時点をもって自動的に引退として扱われる。この際、中央競馬において引退式を開催できる条件を満たしていた騎手については、引退式と同じ扱いで公式記録にも残る『メモリアルセレモニー』を挙行することがあり、この実例として2015年（平成27年）、現役中に自死した後藤浩輝がいる。

### 競輪
競輪の場合は、競輪選手自身（当人が死亡した場合はその関係者）が所属する日本競輪選手会の支部に出向き、退会届を提出のうえ選手登録証を返納することで引退手続きが取られ、公益財団法人JKA本部競輪業務部に受理された時点で正式に引退となる。なお、登録消除となった選手は、後日JKAにより登録番号・氏名・登録地・生年月日・年令・最終の所属級班・消除月日が公示される。
怪我や疾病、体力の限界、死亡など選手自身の都合で引退する以外に、競輪には「競輪に係る業務の方法に関する規程」第83条第1項第3号の定めにより、俗に『代謝』（たいしゃ）と呼ばれる強制引退制度が設けられており、この制度の条件に該当することとなった選手は、強制的に引退させられる。
男子は（2015年後期より）
1. A級3班所属
2. 競走得点が直近2期連続で70点未満かつ直近3期の平均が70点に満たない
3. 連続する3期目の競走得点が最下位から数えて30番目まで

女子（L級1班）は（2014年後期より）
1. 競走得点が直近2期連続で47点未満かつ直近3期の平均が47点に満たない
2. 連続する3期目の競走得点が最下位から数えて3番目まで

の両方の条件を満たす者について、それぞれ選手登録を消除する規程がある。
この規程に該当することとなった選手に対しては、その次の期初にJKA競輪業務部から即刻あっせん保留の処分が下され、以後のレースに出走できなくした上で（事実上のクビ宣告）、選手自身による引退手続きの後『自主的な引退』という形で登録消除される。なお、2024年から『再チャレンジ検定制度』が導入されており、代謝該当選手であっても直近3期中に落車によるケガの治療などで31日以上出走せず、かつ当該期の級別審査に必要な最低出走回数を満たさなかった場合という厳しい条件はあるものの、1回に限り所定のタイムトライアルをクリアできれば処分を即解除され、以降は最低3期（1年6か月）は選手生活を続行できることになった。但し、手続きがなされない、ないしは再チャレンジ検定を受験しなかった場合、JKA競輪業務部は一定期間調査および審議をしたのち選手登録を強制的に消除するため、いずれにしても引退を余儀なくされる。そのため、この制度により年間で男子は最大60名が、女子は最大6名が、それぞれ強制的に引退させられている。

ちなみに、「250競走」出走資格を持っている選手は、代謝の対象になる場合でも当該期末まで、普通の競輪とPIST6の両方に出走できる。ただし普通の競輪で代謝の対象になったからと言って、PIST6のみで現役を続行することはできない。これは、選手全員に取得および保有が義務付けられている『競輪選手資格』があくまで普通の競輪に出走することを前提としており、PIST6の出走資格は選手資格を持つ者が、追加の講習を受けて取得するもの、かつ選手資格を失うとPIST6の出走資格も失うと定義づけられているためである。
なお、1968年（昭和43年）までは『十五連敗制度』という、現在の代謝制度に似た強制引退制度があった。これは、B級選手で連続する15回の出走機会全てにおいて着順が出走実員数の過半数に満たなかった場合は即座に登録消除するという現在よりも厳しい制度であったが、適用者が減少したことで半ば有名無実化したため、新しい競走得点制度の導入と入れ替わる形で廃止された。

### BOAT RACE
BOAT RACE（競艇）では競輪の代謝に相当する制度を『魔の8項』（まのはちこう）と呼ぶ。「選手出場あっせん保留基準」の第8号に定められていることから、この名が付いた。
ただし、登録6期目（3年目）までの新人選手であるか、級別審査対象期間中の出走回数が50回未満であれば8項の適用を回避できる。
なお、選手がモーターボート競走法で定められている禁止事項に違反した場合は、直ちに登録抹消の手続きが取られ強制引退、以後BOAT RACEへの関与を生涯に渡り禁止される。

## 政治
政界における引退とは政治家が政界から身を引くことを言う。身の引き方は任期による退任、自発的辞任、解任、落選を問わないが、一般的に引退を宣言以降、自分自身が当選するための選挙活動、政治活動はしないとされる。当然ながら、法的には引退には全く根拠のないものであり、引退を撤回して、再度政治家を目指しても被選挙権がある限りはなんら差支えない。例外的なケースではあるが、藤井裕久のように、衆議院議員選挙で落選して引退表明した後に比例復活での繰り上げ当選により政界復帰することもある（藤井はその後党税制調査会長、財務大臣にまで就任している）。
なお、国政から地方もしくはその逆で首長、議員に転身する場合は引退とは言わない。また、選挙で落選しただけで次回選挙へ立候補意欲がある人物の場合、資金管理団体が存続する場合も引退とは呼ばない。山崎拓や深谷隆司は落選の3年後の2012年に引退を表明したが、これは「復帰を目指して立候補する意欲がなくなった」ことによる引退表明である。
政治家が引退する理由には高齢により後進に道を譲るものが多いが、自らの不祥事を認めた場合（例：堀江メール問題における永田寿康）や自分が所属する党や派閥に対して不満があったり、意見が食い違ったりした場合に責任を取って引退する議員もいる（例：「郵政解散」での中村正三郎）。また、極稀なケースとして、近藤剛のように政治家以外の重要な役職に就任し、政治家との兼任が難しい場合（近藤の場合は日本道路公団総裁に就任するため、参議院議員を辞職）もある。竹中平蔵のように自分を政界に勧誘した人間（竹中の場合は小泉純一郎）の退陣に伴って議員を引退する例もあるが、この場合は「投票した選挙民への背信ではないか？」と批判されることもある。
ただし、引退後に長老、評論家、研究者などとして活動し、政界に一定の影響力を残すこともある（吉田茂、中曽根康弘など）。また、政党の中には引退した人物に後進の政治家の選挙活動の支援を依頼したり、政党内の政策研究組織への参加を許可しているケースもある。顧問・最高顧問などの肩書きを与える例も多い。橋下徹は弁護士資格を持っていることもあり、2015年12月に大阪市長退任という形で政界引退した後に自らが創設者である日本維新の会（2016年8月まではおおさか維新の会）や大阪維新の会の法律顧問に就任して政治上の論評や首相等との面会などを行っていた（橋下は日本維新の会の法律顧問を2017年10月に、大阪維新の会の法律顧問を2022年3月にそれぞれ契約を解消している）。
そのため、中曽根は定年制導入の厳格化による2003年の衆議院選不出馬会見で「引退はしない」と公言しているが、これは「国会議員を引退しない」という意味ではなく、「国会議員引退後の政治活動は引退しない」あるいは「資金管理団体・近代政治研究会を解散しない」という意味である。また自民党の河本派では、派閥会長の河本敏夫が議員を引退した後も、後継難から河本が派を代表し続け、「旧河本派」と称していた。
また、日本共産党は、党の役職と国会議員であることが必ずしも両立しているわけではないので、野坂参三・宮本顕治・不破哲三の歴代党議長は、議員引退後もしばらくは党議長の役職に任ぜられていた。
アメリカ合衆国大統領の場合、大統領が議員を兼任できないこともあって、大統領退任は即政界引退となるのが一般的である。大統領退任後に返り咲いたのは19世紀のグローバー・クリーブランドと21世紀のドナルド・トランプの2例だけであり、大統領選挙に出た大統領経験者もセオドア・ルーズベルト以来トランプまで久しく絶えていた。なお、連邦法上は大統領経験者が連邦議会議員選挙に立候補したり大統領以外政府要職に就任することは可能であるが、過去の大統領経験者は格を重んじ、連邦議会議員選挙に立候補したり大統領以外の政府要職に就任した例はない。ジミー・カーターのように政界に顔を出し続ける例もあるが、選挙に立候補するわけではなく長老・有識者としてのものである。
なお、以上に述べたのはアメリカ及び戦後の日本の政界の話であって、「第一線を退いた人物が功労経験を買われて就くポスト」が存在する場合には、そういうポストに就いた人間にとっては、たとえ政党や議会の第一線を退いたとしても引退という言葉は成り立ちにくい（たとえば戦前の日本の元老・重臣・枢密顧問官、イタリアの大統領経験者の終身上院議員、1980年代の中国の中央顧問委員会など）。日本では若槻礼次郎は、第2次若槻内閣が崩壊し民政党の党首を退いた時点で今なら政界引退であるが、実際にはその後も終戦まで重臣として政治に関わり続けた。幣原喜重郎のように、第2次若槻内閣の総辞職で外相の地位を退いて以来10年以上、貴族院議員を唯一のポストとして引退同然の生活を送っていた人間が、終戦直後の人材難で突如復活して首相となった例もある。中国では、かつての「八大元老」のように、ポスト上からは引退したはずの大物政治家がその個人的権威によって事実上政界を支配していたことがあった。

## 将棋
将棋界では、1994年にフリークラス規定がされて導入以降、順位戦C級2組からの陥落に伴うフリークラス編入、あるいはフリークラス宣言後、規定上の在籍可能年数だけフリークラスに在籍してからの引退が主流となっている。逆に言えば順位戦に在籍する限り現役を続けることが出来、現役高齢記録の上位2名（2017年に引退した加藤一二三の77歳5か月19日・1996年に引退した丸田祐三の77歳0か月1日）は一流棋士がC級2組から陥落して強制引退となるまで指し続けた末の記録である。かつてはC級2組から陥落した棋士は、奨励会三段に編入して奨励会員に混じって指す時期があり、それを恥として引退する棋士が多かったが、失明が原因で陥落した西本馨は引退まで10年以上指し続けた。
一流棋士の中には上述の加藤や丸田のように制度上可能な限り現役を続けるケースもあるが、以下の実例のように、制度上の引退に追い込まれる前に自らの意思で引退を表明する傾向がある。
- 木村義雄は二度目の名人位失冠の際に、47歳5か月の若さで「良き後継者を得た」との名文句を残して引退表明した。
- 二上達也は58歳でB級1組在位中、しかも同級残留が充分に見込める成績を維持した状態にもかかわらず、第12代日本将棋連盟会長に専念するため引退した。
- 内藤國雄は丸田祐三の当時の現役最年長記録を更新できる状況だったにもかかわらず、自らの意思で2015年に75歳で現役を引退した。
- フリークラス規定導入以後は、十六世名人中原誠、第14代連盟会長兼永世棋聖米長邦雄、十八世名人森内俊之のように順位戦A級から降級直後もしくはB級1組に数期在籍してからフリークラス宣言を行うケースが多い。

引退が決定した時点で勝ち残っている各棋戦の対局は、全て敗北するまで出場するのが決まりで、消化しない場合には「不戦敗」の扱いとなるため、場合によってはその残りの対局で勝ち進んでしまい、米長のように引退表明後1年近く現役を続行した例もある。いくら勝ってもいずれ引退には違いないのだが、将棋界では「勝っても負けても同じ対局でも全力を出す」というのが不文律となっている。

引退すると、永世称号資格を保有している棋士は永世称号を名乗ることができる規定であるが、実際には、木村義雄が引退と同時に十四世名人を襲位した例以外には、引退してから初めて永世称号を名乗った例は一つもない（永世名人資格者の森内と、第16代連盟会長兼永世七冠羽生善治は2025年時点で現役棋士である）。
以前は規定による引退は年度末である3月31日付となっていたが、2010年にC級2組から陥落し年齢制限による引退が確定していた有吉道夫が引退確定前に対局が組まれていたNHK杯戦で予選を突破し新年度の本戦に出場することが決定したのをきっかけに、最終対局日付での引退に規定が変更された（なお、有吉は棋王戦でも勝ち残っていたため、引退はNHK杯戦放送（5月23日）後の5月24日であった）。
引退後の棋士は「退役棋士」または「引退棋士」と呼ばれる。退役棋士と現役棋士の違いは「公式戦対局の権利を失うこと」のみであり、退役棋士も将棋連盟正会員の身分を保持する。退役棋士が日本将棋連盟を退会して、棋士の身分を完全に放棄することも可能であるが、その例は非常に少ない（2022年11月3日現在、棋士番号制度以降の棋士333人中では永作芳也と橋本崇載の2名）。
一方で奨励会を退会した奨励会員は、奨励会員であった時の段位を失い、日本将棋連盟と無関係となる。
退会した奨励会員は、段位保持者は1年間アマチュア棋戦に参戦することはできない。
女流棋士にはこれらとは別の引退制度や規定がある。

## 囲碁
日本の囲碁界の事情は将棋界に近いが、将棋の順位戦に相当する強制引退制度が囲碁にはないため、プロ棋士の退き際は完全に本人の価値観にゆだねられる。ゲームの性質上加齢によるマイナスが少ないこともあって、97歳で死亡するまで現役だった杉内雅男、その妻で98歳まで現役だった杉内寿子をはじめ、坂田栄男、藤沢秀行、梶原武雄、橋本宇太郎など70代になっても打ち続けた一流棋士は数多く存在する。2009年に引退した窪内秀知は当時89歳であった。
将棋同様、引退した棋士も日本棋院、関西棋院の所属からは離れないようになっている。

## 芸能界
統括機関や公的な免許・ライセンス制度が存在しない芸能人という職業には、制度としての厳密な引退というものは存在しない。
芸能界を引退後、復帰するパターンは多いので「引退＝休業」といえる。また、引退した直後からファンおよびマスコミが「復帰」を望む声が挙がる。また明確な「引退宣言」がなされていないものの長期間に渡り表立った活動がなく、事実上の引退状態となっているものも存在する。表向きは「引退中」の身であるが、少ない活動をこなしていく「半分現役半分引退」状態と言うケースもある。また、特に声優の業界では、後述するような復帰の可能性がある場合は「引退」、完全に業界から離れ二度と関わらない意向の場合は「廃業」と使い分けられることがある。また、スポーツ紙などのマスメディアなどでは、本人が現役芸能人時代は敬称略で書かれていた場合でも、本人引退後は一般人（名前を公表できる人のみ）同様に「さん」「氏」などと敬称をつけて書かれることが多い。
芸能界における引退は主に6つのパターンが存在する（ここでは予定者も含む）。それは、
1. 結婚・出産（特に女性。いわゆる「寿（ことぶき）引退」。一般的な企業や団体でいう「寿退社」「寿退職」と同じ）や円満解散（グループ・バンドの場合）や円満引退を理由に引退を事前に公表し、引退・解散記念コンサートや引退式などイベントを開催する者 - ザ・ピーナッツ、キャンディーズ、山口百恵、おニャン子クラブ、BOØWY、チェッカーズ、SPEED、安室奈美恵、川崎あや、E-girls、橋本奈々未、斉藤優里、大園桃子、V6、寺田蘭世、BiSH、星野みなみ、黒木啓司、尾関梨香、早川聖来などの例が有名。しかし青山京子、高井麻巳子、石川秀美、佐野量子、畠田理恵、中村あずさ、堀北真希、矢神久美、山岸舞彩、大川藍、小室さやか、山田菜々、夏目三久、犬童美乃梨、佐藤美希、清水佐紀、菅谷梨沙子などのようにイベントをせず（特に俳優や女優やモデルやフリーアナウンサーなど）、そのまま引退する場合も多い。しかしながらノーカット星や柳下大、戸谷公人などのように、男性でも「寿引退」する場合もある（その場合引退後は後述3のように一般的な職業に転身する場合が多いが、女性芸能人が寿引退後専業主婦になるように、いわゆる「専業主夫」になる者もいる（特に結婚相手の女性が高収入の場合））。
2. テレビや映画・舞台・音楽活動などの第一線で活躍している中、自身の器量の限界や精神的不安定もしくは病気、国外に移住などを理由に、公式に「引退表明」して引退する者 - 岡田嘉子、上岡龍太郎、飯島愛、大内登、亀井絵里、成宮寛貴、中元日芽香、小川麗奈、渡辺麻友、高岡蒼佑、松浦雅、チューヤン、キートン山田、ブルース・ウィリス、黒木啓司、今泉佑唯、マリウス葉、小森まなみ、金澤朋子、道重さゆみ、田代すみれ、石栗奏美、希良梨、コネオ・インターナショナルなど。
3. 学業専念（国外への留学含む）や一般的な職業への就職や転職、または家業の跡継ぎなどを理由に引退する者 - 南沙織、島田奈美（島田奈央子）、森且行、岡崎徹、徳永千奈美、福田明日香、光井愛佳、鈴木香音、尾形春水、 羽賀朱音、加賀楓、横山玲奈、梁川奈々美、船木結、川村文乃、山木梨沙、新沼希空、浅倉樹々、野村みな美、和田桜子、村上愛、小川紗季、前田憂佳、カケフくん、大橋のぞみ、嗣永桃子、橋本奈々未、滝沢秀明、東山紀之、市來玲奈、斎藤ちはる、中村麻里子、紺野あさ美、椎名もも（岩崎果歩）、森脇和成、東国原英夫（そのまんま東）、蓮舫、山本太郎、村上文香、対馬盛浩、橋本侑樹（桜雪）、チューヤン、井口眞緒、松下敏宏、岩佐真悠子、ジミー大西、島田晴香、大園桃子、佐藤詩織、松浦雅、松尾陽介、竹内彩姫、山本彩加、長瀬智也、山下穂尊、根本凪、田中陽子、吉田理保子、高岡蒼佑、夢屋まさる、柏幸奈、原田葵、北川悠理、萩原みのり、DJケミカルなど。ただし、芸能活動を行いながら副業で一般的な職業を行う、または過去に行った場合は引退に含めない[注 21]（例：しゅんしゅんクリニックP（宮本駿）、みのもんた（御法川法男）、新内眞衣、西川きよし（西川潔）、横山ノック（山田勇）、TOKIO（2025年解散）、うえきやサトシなど）。
4. スキャンダルや何らかのトラブルなどで、各方面から圧力をかけられるなどして仕事を失い、いわば「干される」形で引退に追い込まれる者 - 水の江瀧子、ダン池田、倉田まり子、江角マキコ、有安杏果、細川茂樹、清水圭、西内まりやなど。
5. 事故や事件沙汰による逮捕や、規律違反、炎上などと言った不祥事、所属事務所による契約上のトラブルなどを理由に、所属事務所からの契約解除（＝解雇）及び自主的な引退 - 加勢大周、赤坂晃、押尾学、島田紳助、山口達也、加護亜依、萩原舞、藤井梨央、高橋健一、喜多嶋舞、吉澤ひとみ、坂口杏里、木下優樹菜、大和里菜、入江慎也、新井浩文、友井雄亮、三浦和義、山本亮太、ユウキ（後藤祐樹）、田中聖、藤井梨央、田口夏実、太田遙香、岡井千聖、前山剛久、千野志麻、中居正広など。
6. 不人気（人気薄）で売れない、または人気がなくなって売れなくなったため、所属事務所との契約切れや自主的な退所で、人知れずひっそりと引退する者。他にもスカウトされたり、オーディションに合格したり、養成所（お笑い芸人など）を卒業して芸能界入りしてもデビューすることなく引退する者もいる。 - 能瀬慶子、石坂智子、志村香、小島啓（TOKIOの最初期メンバー）、北野井子（ビートたけし〈北野武〉の実娘）、高良光莉（2008年の第33回ホリプロタレントスカウトキャラバングランプリ）など多数。

の6つである。
1、2、3、の場合は引退前にそれまでの歩みを振り返る特別番組が放送されることが多い（ただし2.3.の場合は一部例外あり）。
引退を発表しても世間から余り注目されない多くの芸能人は6.の道を余儀なくされる。公式ファンクラブが存在するなど一定のファンがついている芸能人に関してはファンクラブ会報誌で引退を告知したりすることがある。インターネットの普及以降は、公式HPやブログやSNS、公式ファンクラブのサイトで引退を告知するという場合もある。
1.のパターンの場合には、公式ファンクラブが存在する場合などに、引退の公式発表の数カ月前から関連グッズが在庫処分を目的とした投げ売り状態になるなど、何らかの予兆が見られる場合もある。引退した後年、スペシャル特番時期になると一時代のスターとしてメインで放送される場合があり、さらには写真集やCDとかで再発売されるケースがある。結婚後に、芸能界引退を公表せずに芸能活動を全く無い状態が続いているとマスコミからは引退扱いされてしまうケースがある（例：河合奈保子・伊東美咲・榎本加奈子・根本はるみ・松浦亜弥など）。
2.や3.の形で引退した場合は、正式引退した数年後にスペシャル特番などでなつかしの人物として現在の姿が取り上げられ、本人がテレビ出演することもある。また、他方面で活躍している場合は現役当時の姿や現在の姿がCMで採用されることがある。
4.や6.の形を取る、または取られる場合は芸能界引退を正式に公表していない場合でも、マスコミからは雑誌などで芸能界引退扱いしてしまう場合がある。
5.の形を取る、または取られる場合は、所属事務所からの一方的な発表がされるにとどまり、不祥事を起こした本人自らのコメントが聞けない場合も多い。一部のメンバーの不祥事・逮捕に伴うグループ解散の場合は、他のメンバーがコメントを出す場合がある。
1.の場合グループ解散後に単独や別グループやバンド、グループやバンドの再結成で活動を再開（前述のキャンディーズは3人とも復帰し、特に田中好子は2011年に55歳で病死するまで活動を続けた。伊藤蘭は解散から41年後の2019年にソロデビューしている。BOØWYやチェッカーズの場合は単独（氷室京介、布袋寅泰、藤井フミヤなど）や別バンドに加入（高橋まことなど）で復帰。おニャン子クラブやSPEEDなども何度か一時的な企画ものも含めて再結成して活動している（しかしおニャン子クラブの場合は芸能界引退した者や、芸能活動を続けていても工藤静香や渡辺満里奈のように参加しない者もいる）。夫（男性の場合は妻）の死別・離婚によるための芸能活動を再開（例：麻丘めぐみ、森昌子、石野真子、藤田憲子など）。結婚引退してから数十年の歳月を得て、子育てを終えた後に芸能活動を再開（例：小林麻美、河合その子など）。引退後、20年近い歳月を経てオンライン限定で芸能活動を再開（例：水野あおい）。
2.の場合は病気の治癒（例：ハウス加賀谷・松本莉緒）、別の職業の形で前所属事務所または元所属事務所と再契約を結ぶか、別の事務所に移籍して新たに契約を結ぶか、フリーランスとして活動・復帰するか、個人事務所を設立して復帰（例：中元日芽香、長濱ねる、今井翼、松平璃子）。
3.の場合は学業が一段落（例・三浦大知、奥真奈美、福田明日香、尾形春水など）や長年勤めていた職場を還暦後に退職した後に、芸能活動を再開（例：瞳みのる）。現在勤めている企業や団体の役員や管理職クラスまでに出世し空いた時間ができたために芸能活動を再開（例：直江喜一）。公職を退いた後、またはスポーツ界を引退した後に芸能活動を再開（例：柏村武昭、東国原英夫、橋下徹、森田健作、横光克彦）。放送局を退職した後にフリーアナウンサーとして芸能活動を再開（例：紺野あさ美）。ジミー大西、佐藤詩織のように、芸術活動を続けつつもその後芸能活動を再開した例もある。企業や団体を退職（自主退職の他、リストラや仕事上の大きな失敗や労働災害、戦力外通告などによる解雇も含む）後、前元芸能事務所に再入所するか、新たな芸能事務所に入所するか、芸能事務所に所属せずフリーランスの身分（例：井口眞緒、成宮寛貴、新沼希空）で芸能活動を再開。個人事務所を設立して復帰（例：のん（旧芸名および本名・能年玲奈）、有安杏果）といった事例がある。
5.の場合、不祥事や事件による逮捕などによる引退後からかなりの歳月が経過される（実刑で刑務所に収監されていた芸能人は仮釈放や刑期満了による出所後）と再び芸能活動再開され、上記の山本圭壱や赤坂晃、横山やすし・木村一八親子、加護亜依、大和里菜、三浦和義、山本亮太、後藤祐樹、横野すみれといった人物が挙げられる。なお、将来の復帰を前提とした活動休止は通常引退とされないが、復帰の意思が事前に公表されなかった場合は引退と報じられる場合もある。また、山口達也のように、芸能界には復帰しないものの、実業家として活動を再開する事例もある。
6.の場合、芸能界には復帰しないものの、同人作家として活動を再開する事例もある（例：村上綾歌）。
1.2.3の場合は｢芸能界を去った｣と認知され、4.5.6の場合は、世間からは「芸能界から消えた」あるいは「芸能界から追い出された」または「芸能界をクビになった」と認知され忘れられた状態となる。
過去の映像や音声を流せるかどうかは、事務所や本人との関係によって異なる。ただし、5の場合は流れる可能性は皆無と言ってもよい（本人が死亡した場合に追悼特番で流されることもあるが、最悪の場合は死亡後も永久に流されないか、流しても顔が映るシーンなどをカットしたり、ぼかしやモザイクをかけるなどの画像加工、音声を消すか変えるなどの音声加工が施される。特にテロや凶悪事件（殺人、放火、強盗、強姦など）を起こした芸能人の場合は完全にカットされる）。本人が所属していた事務所、本人および関係者、本人死亡後は遺族および関係者の意向で過去の映像の使用を認めなかったり、流したとしても顔出しを認めないケースもある（対馬盛浩、松下敏宏など）。また事務所との関係などによっては、事務所側が「最初からいなかった」扱いにすることもある（森且行など）。
なお、第一線での活動中に死亡した場合は引退扱いはされない（例：美空ひばり、越路吹雪、尾崎紀世彦、石原裕次郎、沖雅也、田宮二郎、松田優作、坂本九、夏目雅子、岡田有希子、中山美穂、本田美奈子.、堀江しのぶ、高橋良明、松野莉奈、忌野清志郎、内田裕也、尾崎豊、櫻井敦司、坂井泉水、hide、沢田泰司（TAIJI）、HEATH、井上大輔、ジャッキー吉川、和泉宏隆、坂本龍一、高橋幸宏、谷村新司、やしきたかじん、八代亜紀、安岡力也、初代三波伸介、いかりや長介、志村けん、仲本工事、上島竜兵、斎藤恭央（桜塚やっくん）、中島忠幸、初代林家三平、四代目三遊亭小圓遊、桂歌丸、六代目三遊亭円楽、三代目笑福亭仁鶴、逸見政孝、児玉清、地井武男、大杉漣、梅宮辰夫、渡哲也・渡瀬恒彦兄弟、三浦春馬、太地喜和子、可愛かずみ、岡江久美子、竹内結子、千葉真一、神田沙也加、渡辺徹、山本陽子、西田敏行、火野正平、いしだあゆみ、和泉雅子、永井一郎、水谷優子、本多知恵子、TARAKO、鶴ひろみ、水木一郎、真島茂樹など）。

## 芸術家
作家・音楽家などの芸術家の場合も、死亡するまでの創作活動をせず、生前に体力や創作意欲の衰えなどで引退することがある。指揮者のように単独では活動できない職業では、前記芸能界の場合のように人気が無くなっての引退もある（本人のつもりはどうあれ呼んでくれるオーケストラがなくなれば引退せざるを得ない）。必ずしも全面的に活動をやめるわけでない場合もあり、指揮者ではカルロ・マリア・ジュリーニは引退表明後に学生オーケストラを指揮したことがあり、ブルーノ・ワルターは引退後にステレオ録音が登場したため、スタジオでの録音活動を再開している。ラファエル・クーベリックのように引退後に現役復帰した例もある（「体調不良及び作曲活動のため」として引退したが、祖国チェコスロバキアで社会主義政権が崩壊するという予想外の事態になり、現役復帰してチェコ・フィルハーモニーとの活動を再開した）。1969年に引退表明した作家の海音寺潮五郎の場合は新聞・雑誌の連載ものからの引退表明で、余命を考えて（8年後に死亡）仕事を絞る意味からの引退であった。また、音楽家ではグレン・グールドのように「コンサートのみ引退、レコーディング活動は継続」という例もある。
なお、個人で活動できる芸術家（画家、陶芸家、彫刻家など。彼らは完全なフリーランス）の場合、上記のスポーツ関係者や芸能人と異なって不祥事が引退につながらないこともある。陶芸家の加藤唐九郎は「自分で焼いた壺を永仁年間のものとして重要文化財指定まで受けた」という永仁の壺事件を起こしたが、陶芸家を引退させられるようなことはなく、かえって「重要文化財を焼ける男」として名声が高まった。

## その他の引退
サッカー、ラグビーなどの団体競技ではナショナルチームへ今後参加しない意思を表明する「代表引退」が存在する。この場合、クラブチームでの活動は継続される。あくまでも選手が公に意思表示をするだけのものであるため、代表引退後の代表再復帰に関しては特に制約はない。また、「第一線から退く」という意味で「引退」と表現することもあり、プロやトップレベルの実業団などから「引退」しても地域レベルのアマチュアやいわゆるマスターズクラスなどで選手活動を継続するケースは適宜見られる。個人競技においても「国際大会からの引退」など、特定の活動からのみ退く引退も存在する。たとえばマラソン選手が「引退」を表明しても、市民ランナーとして走り続けることまでは否定しない例が多い。宗猛は第一線を退いていた時期にアジア大会代表選考レースで代表クラスの成績をあげてしまい、「代表に選ばれても辞退する」と表明したことがある。これらとは対照的なケースとして競泳選手の寺川綾は、「水泳は生涯スポーツ」と言う考えから競技活動から退く際、「引退」ではなく「卒業」と表現した。
また、芸能界においても、「歌手引退」「グラビア引退」（宣言以後は俳優業のみに携わり、歌わない・写真集は出さない）など、特定の活動を終えるために引退と表現することもある。この場合、その活動を終えても、他の芸能活動については継続する例も少なくない。
鉄道路線や、鉄道車両、名称がある列車が廃止される場合も引退と言われることがよくある（路線の場合は廃止・廃線のほうが一般的である）。また、飛行機や船の場合も同様である。これらに関してはさよなら運転も参照のこと。
ゲーム（オンラインゲーム、アーケードゲーム、パチンコなど）のプレイを止めること、スラングで「引退する」と言い、オンラインゲームでの場合はゲーム内で引退式を開く者もいる。しかし、オンラインゲームでIDを削除しない限り、そのゲームが存続している限り自分の意思で復帰は自由であり、（極端に言えば引退式を行った翌日に）ゲームに戻ってくる者もいる。ただし、ゲーム自体が廃止になり最終日にプレイをしていて終了を見届けて止めたとしても引退とは言わない。
また、長年親しまれた、愛着のあった道具や機械が新型と入れ替わる場合も引退と言うことがある。
会社を退職することを「引退」と呼ぶこともある。

## 慣用句
「引退」という言葉を直接用いず、その分野にまつわる道具、器具、場所などを用いた慣用句で置き換えて表現する場合がある。
例を挙げると、「ユニフォームを脱ぐ」「マウンドを去る」「バットを置く」「グラウンドを去る」（プロ野球選手）、「土俵を去る」「廻しを外す」「まげを切る」（大相撲）、「グローブを吊るす」（プロボクサー）、「スパイクを脱ぐ」「フィールドを去る」（サッカー選手）、「ターフを去る」「ダートを去る」（競走馬、騎手）、「鞭を置く」「馬から降りる」（騎手）、「マシンから降りる」（モータースポーツ）、「ラケットを置く」（プロテニスプレイヤー、プロ卓球選手）、「リングを降りる」「リングを去る」(プロレスラー・プロボクサー）、「クラブを置く」（プロゴルファー）、「永田町を去る」（国会議員）、「バッジを外す」（国会議員、弁護士、アメリカの警察官）、「白衣を脱ぐ」（医師、看護師）、「霞ヶ関を去る」（本省・本庁勤務の国家公務員）、「操縦桿を放す」（パイロット）、「飛行機を降りる」「地上に降りる」（パイロット、キャビンアテンダント）、「兜町を去る」「北浜を去る」（証券取引所関係者）、「マイクを置く」（歌手、アナウンサー）、「舞台から降りる」「舞台を去る」（俳優、お笑い芸人）、「高座を降りる」（落語家）、「筆を折る」（書道家、画家）、「ペンを折る」（小説家、漫画家、記者）、「文壇を去る」（小説家）、「メガホンを置く」（映画監督）、「教壇を去る」（教授、教師）、「包丁を置く」（調理師）、「火が消える」「火を消す」（鉄溶鉱炉、窯、火力発電所）、「山（ヤマ）を去る」「山（ヤマ）を閉める(=閉山)」（鉱山）、「看板を下ろす」（企業、店舗など）、「シャッターを下ろす」「シャッターを閉じる」（商店、飲食店）、「暖簾を下ろす」（主に老舗店）、「店を畳む」（サービス業）、など。
また、警察官・自衛官・鉄道員・工員・店員・倉庫作業員・航空従事者・船員など制服を着用する数多くの職業や野球・サッカーなどユニフォームを着用する数多くのスポーツで、「制服を脱ぐ」（アメリカ合衆国では「バッジを外す」）「ユニフォームを脱ぐ」という表現が引退・退職の慣用句として用いられている。